# Bittacus italicus
Bittacus italicus is een schorpioenvlieg uit de familie van de hangvliegen (Bittacidae). De wetenschappelijke naam van de soort is voor het eerst geldig gepubliceerd door Müller in 1766.
Het insect heeft doorzichtige vleugels zonder tekening met een spanwijdte van 35 tot 40 millimeter. Het lijf is oranje. De soort lijkt op een langpootmug maar heeft twee paar vleugels in plaats van een paar. De vliegtijd is van juli tot september.
De soort komt voor in Zuid- en Centraal-Europa. De soort is wel waargenomen in België, maar niet in Nederland.